# Luchino d'Arezzo

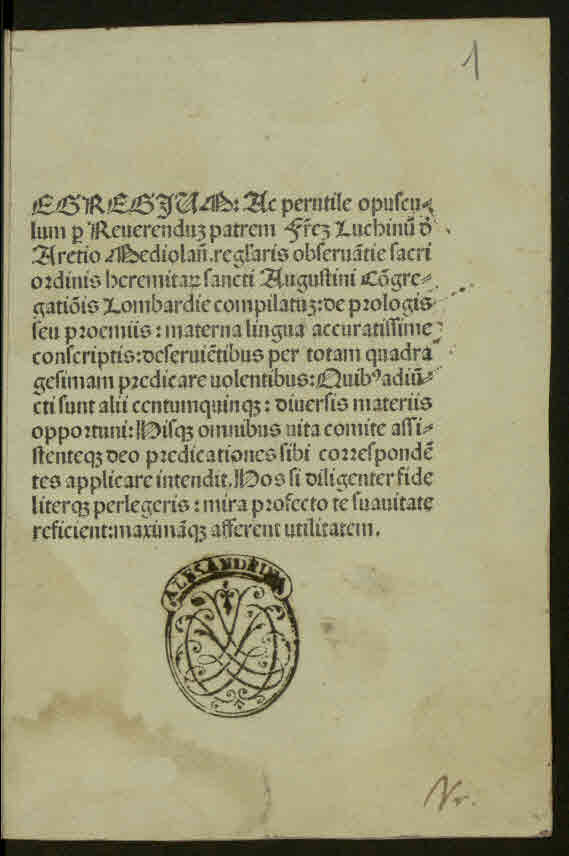
De prologis seu proemiis materna lingua conscriptis, c. 1500.

Luchino d'Arezzo (nacido como Luchino Arconati y conocido también como Luchinus de Aretio Mediolanensis, Milán, c. 1424 - 1501) fue un poeta agustino italiano. Citado por Allacci, escribió Rime y una canción en honor de Petrarca.